# Józef Piechota
Józef Feliks Piechota (ur. 13 lutego 1890 w Bielinach, zm. 9 lipca 1936 w Lublinie) − działacz samorządowy i społeczny, komisarz rządowy i prezydent miasta Lublina w latach 1929−1936, ekonomista i nauczyciel.

## Życiorys
Józef Piechota był synem Wojciecha Piechoty, nauczyciela w szkole w Bielinach i Marii Michalskiej. Uczył się w Gimnazjum w Pińczowie, a od 1906 roku w Szkole Handlowej w Kielcach. Po zdaniu matury w 1909 roku wyjechał do Antwerpii, gdzie przez kolejne trzy lata studiował na Akademii Handlowej. W latach 1912−1913 pracował jako buchalter w Warszawie, później zamieszkał w Lublinie, zatrudniając się w cukierni „Lublin”. Od sierpnia 1917 do marca 1918 roku był kierownikiem Biura Statystycznego Krajowej Rady Gospodarczej, następnie pracował w wydziale aprowizacyjnym lubelskiego magistratu, awansując w 1919 roku na stanowisko naczelnika.
Od 1919 do 1927 roku pełnił funkcję wicedyrektora Towarzystwa Handlowo-Przemysłowego „Józef Zeydler i S-ka”, przez kolejne trzy lata wicedyrektora Lubelskiego Syndykatu Rolniczego. Jednocześnie uczył arytmetyki handlowej, geografii ekonomicznej i księgowości w jednym z lubelskich gimnazjów. W czerwcu 1929 roku został wybrany do Rady Miejskiej Lublina z listy BBWR. Po jej rozwiązaniu w grudniu tegoż roku został wyznaczony komisarzem rządowym miasta. Od 1930 roku przewodniczył Komitetowi Rozbudowy Miasta Lublina. Jako komisarz rządowy a od 29 października 1934 roku prezydent miasta przyczynił się do jego rozwoju, wspierając między innymi budowę elektrowni, powstanie nowoczesnej komunikacji i infrastruktury, organizując roboty publiczne. Od 1935 roku był również członkiem Rady Wojewódzkiej.
Był aktywnym członkiem szeregu organizacji: Związku Miast Polskich, Ligi Morskiej i Kolonialnej, Związku Strzeleckiego, Lubelskiego Towarzystwa Przyjaciół Nauk.
Zmarł 9 lipca 1936 roku na zapalenie płuc. Został pochowany na lubelskim Cmentarzu przy ulicy Lipowej.

## Ordery i odznaczenia
- Złoty Krzyż Zasługi (10 listopada 1933)[2]

## Upamiętnienie
Jego imieniem nazwano ulicę w lubelskiej dzielnicy Węglin Północny.

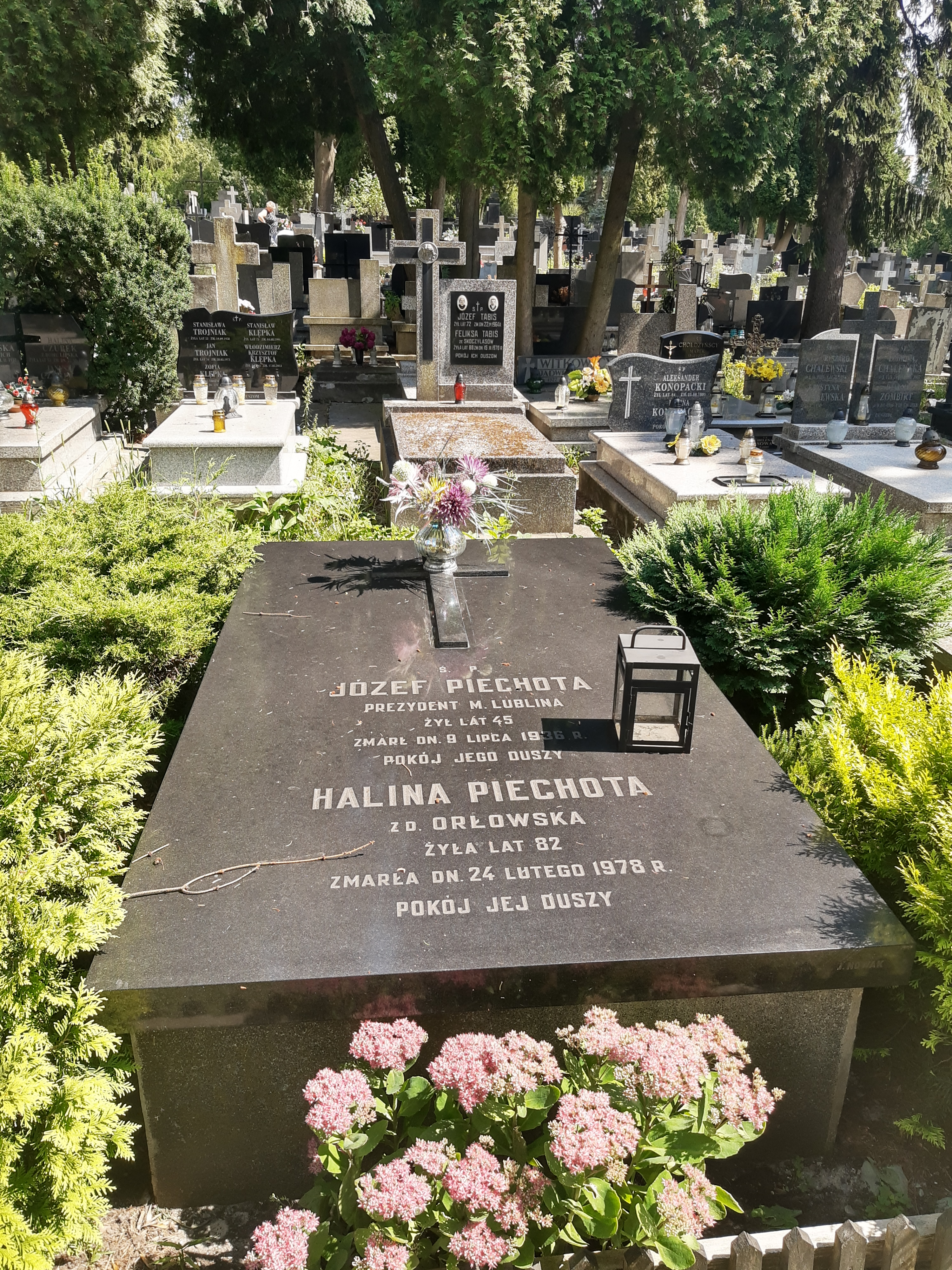
Grób Józefa Piechoty na Cmentarzu przy ulicy Lipowej